# Usłów
Usłów – osiedle administracyjne i część miasta Skarżyska-Kamiennej, usytuowana we wschodniej części miasta, wzdłuż ulicy 1 Maja i jej przecznic. Od północy graniczy ze Skarżyskiem Kościelnym. Dawniej samodzielna miejscowość w gminie Skarżysko Kościelne; do dziś zachowała charakter wiejski.

## Historia
Usłów (nazwa pochodzi od nazwiska młynarza) powstał jako przysiółek wsi Łyżwy w I połowie XVII wieku na gruntach cysterskich. W latach 1867–1954 należał do gminy Skarżysko Kościelne, początkowo w guberni kieleckiej, a w II RP przynależał do woj. kieleckiego (powiat iłżecki). Tam 31 października 1933 utworzyły gromadę w gminie Skarżysko Kościelne o nazwie Łyżwy z przysiółkiem Usłów, składającą się ze wsi Łyżwy z przysiółkiem Usłów oraz posiadłości młyńskiej i folwarku Usłów.
Podczas II wojny światowej włączone do Generalnego Gubernatorstwa (dystrykt radomski, powiat starachowicki), nadal jako część tejże gromady (nazwę uproszczono na Łyżwy) w gminie Skarżysko Kościelne, liczącej 462 mieszkańców.
Po wojnie w województwie kieleckim, nadal w gromadzie Łyżwy, jednej z 9 gminy Skarżysko Kościelne w reaktywowanym powiecie iłżeckim. W związku z reformą znoszącą gminy jesienią 1954 roku, Usłów z Łyżwami wszedł w skład nowo utworzonej gromady Skarżysko Kościelne.
W związku z kolejną reformą administracyjną w 1973 roku Usłów wszedł w skład reaktywowanej gminy Skarżysko Kościelne w powiecie iłżeckim, przemianowanym 9 grudnia 1973 na starachowicki, a który przetrwał do 31 maja 1975. Od 1 czerwca 1975 Usłów należał do (małego) województwa kieleckiego. 1 lipca 1976, w związku ze zniesieniem gminy Skarżysko Kościelne, wszedł (jako część Łyżew) w skład gminy Mirzec.
15 marca 1984 Usłów (jako część Łyżew) wyłączono z gminy Mirzec, włączając je do Skarżyska-Kamiennej.

## Zasięg terytorialny
Osiedle obejmuje następujące ulice: Borówkowa; Grzybowa; Jagodowa; Jeżynowa; 1 Maja od nr 252 do końca (parzyste) i od nr 119 do końca (nieparzyste); Malinowa; Piękna od nr 18 do końca (parzyste ) i od skrzyżowania z linią kolejową do końca (nieparzyste); Porzeczkowa; Poziomkowa; Podemłynek; Racławicka.